# Forza di marea

Un corpo vicino a una grande massa viene attirato e distorto dalle forze di marea.

La forza di marea o forza mareale (o genericamente effetti di marea) è un effetto dell'interazione gravitazionale che distorce la forma di un corpo soggetto all'influenza di un altro a causa di differenze nell'influenza tra parti diverse dello stesso corpo. 
Supponendo che il corpo fosse inizialmente una sfera, le forze di marea tenderanno a distorcerlo in un ellissoide, con l'asse maggiore allineato verso il corpo che produce la forza di gravità. Questo effetto lascia il volume inalterato; matematicamente questo è dovuto al fatto che le forze mareali sono descritte dal tensore di Weyl, mentre il cambio di volume è legato al tensore di Ricci.
Più in dettaglio, prendendo ad esempio il sistema Terra-Luna e trascurando la gravità terrestre, le forze mareali si calcolano vettorialmente come la differenza tra l'accelerazione della Terra verso la Luna (che è descritta da un vettore costante che punta radialmente verso la Luna) e l'accelerazione di un punto sulla superficie della Terra verso la Luna (che invece è descritta da un vettore la cui intensità dipende dalla distanza dalla Luna e che punta sempre nella direzione di quest'ultima).

## Trattazione matematica

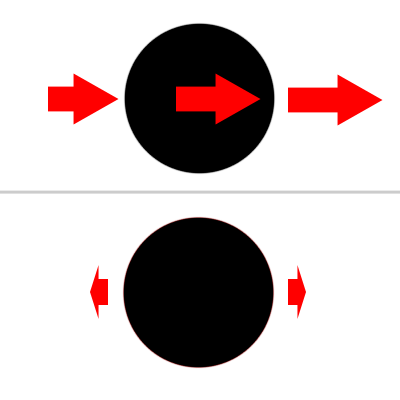
Le forze di marea. L'attrazione gravitazionale è generata da un corpo posto a destra (non mostrato). In basso è mostrata la forza di marea, cioè la forza che rimane dopo aver sottratto il campo del corpo preso in esame.

Le forze di marea seguono la legge dell'inverso del cubo. La forza di marea esatta in ogni punto è descritta dal tensore di Weyl. Nella maggior parte dei casi, considerando due corpi uno in orbita rispetto all'altro, è possibile usare un'approssimazione: differenziando la legge di Newton della gravità rispetto alla distanza si ha:
{\displaystyle dF={\frac {2GMm}{r^{3}}}dr\qquad (dr\ll r)}
dove M è la massa del corpo principale, m è la massa del corpo orbitante, e r è il raggio dell'orbita. Le forze di marea sperimentate saranno 2dF (verso l'esterno) sull'asse che unisce i centri di massa dei due corpi, e -dF (verso l'interno) sul piano perpendicolare a tale asse.
Questa forza è quella responsabile del fenomeno della marea dei mari terrestri. In questo caso, l'intera massa d'acqua terrestre si "allunga" verso la luna, ma a causa della rotazione terrestre il punto più alto della marea è in ritardo di circa 20°.

## Effetti delle forze di marea
Gli effetti di marea possono diventare molto grandi vicino a corpi piccoli e massicci, come le stelle di neutroni, i buchi neri, o (per adesso ipotetiche) singolarità gravitazionali. 
Effetti di marea da parte di corpi diversi possono sommarsi, come nel caso dell'allineamento tra Luna e Sole che dà origine alle intense maree sizigiali.